# Mi corazón es tuyo
 (срп. Моје срце je твоје) мексичка је теленовела, продукцијске куће Телевиса, снимана током 2014. и 2015.

## Синопсис
Ана Леал је млада и весела жена. Сања о томе да постане позната глумица, те да се оствари на породичном пољу. Ради као играчица у ноћном клубу за мушкарце. На путу ка остварњу снова, спутава је дечко Џими, који је уједно и њен пословни заступник.
Ствари у Анином животу нагло се компликују, остаје без куће и свега што је имала. Очајна је и тражи финансијску помоћ директора клуба у коме ради. Но, свесна да то неће бити довољно, отпочиње и у потрагу за додатним послом.
Мањак искуства, али и слаб степен образовања, компликују процес проналажења доброг посла. Једног дана, игром случаја, Ана стиже у вилу породице Ласкураин, не слутећи да ће управо ту пронаћи све оно чему неуморно тежи.
Фернандо Ласкураин уважен је послодавац, скрхан због смрти супруге са којом има седморо деце: Фани, Нанда, Алисију, Себастијана, близанце Алекса и Гиљеа, те најмлађу Луз. Ти малишани постарали су се да живот учине неподношљивим десетинама дадиља које је су прошетале вилом породице Ласкураин. Тако на ред долази Ана и постаје њихова нова дадиља.
Када Ана упозна Фернанда, различитих нарави и супротстављених ставова, међу њима почињу да севају варнице. Од првог сусрета, Ана успева да оствари и јаку повезаност са малом Луз, којој ће помоћи да проговори. С друге стране, остали малишани не презају ни од чега, не би ли је довели до лудила и тако навели да што пре уручи отказ.
Међутим, Ана се не предаје тако лако и успешно превазилази све препреке и изазове који се пред њом налазе. Саосећа се са децом у болу који су претрпели због губитка мајке и с љубављу, осмехом и кроз мноштво забавних игара, успева да врати осмех на њихова лица. На путу ка Фернандовом срцу, препреке су много веће. Ана ће морати да савлада Исабелу, префињену, али надмену жену, коју мајка наговара да се уда за богатог Фернанда.
И док разум говори Фернанду да је Исабела најбољи избор за озбиљну везу, срце почиње да куца за Аном и према њој почиње да осећа узаврелу страст. Ни Анин избор неће бити лак. Убрзо упознаје Фернандовог млађег брата, Дијега, авантуристу слободног духа, који је истрајан у намери да је заведе.
Љубав између Ане и Фернанда је неизбежна, али мораће да буде и довољно јака, како би превазишла све заплете које је судбина пажљиво припремила…

## Глумачка постава

### Главне улоге
| Глумац:        | Улога:             |
| -------------- | ------------------ |
| Силвија Наваро | Ана Леал           |
| Хорхе Салинас  | Фернандо Ласкураин |

### Споредне улоге
| Глумац:             | Улога:                          |
| ------------------- | ------------------------------- |
| Мајрин Виљануева    | Исабела Вазкез де Кастро        |
| Пабло Монтеро       | Дијего Ласкураин                |
| Хорхе Аравена       | Анхел Алтамирано                |
| Адријан Урибе       | Хуан Џони Гутијерез             |
| Паулина Гато        | Естефанија Фани Ласкураин Дијез |
| Кармен Салинас      | Јоланда де Кастро Васкез        |
| Фабиола Кампоманес  | Џенифер Родригез                |
| Рафаел Инклан       | Николас Ласкураин               |
| Поло Морин          | Фернандо Нандо Ласкураин Дијез  |
| Хуан Пабло Хил      | Леон Гонзалез                   |
| Рене Касадос        | Бруно Ромеро                    |
| Лисардо Гуаринос    | Енрике Басурто                  |
| Карла Гомез         | Естефанија Дијез де Ласкураин   |
| Емилио Осорио       | Себастијан Ласкураин Дијез      |
| Данијела Кордеро    | Химена Лухан Ландерос           |
| Беатриз Морајра     | Мануела                         |
| Исидора Вивес       | Алисија Ласкураин Дијез         |
| Хосе Пабло Аланис   | Гиљермо Гиље Ласкураин Дијез    |
| Мануел Аланис       | Алехандро Алекс Ласкураин Дијез |
| Исабела Тена        | Луз Ласкураин Дијез             |
| Ана Гарсија Обрегон | Ана Гарсија Обрегон             |
| Карла Фарфан        | Лаура                           |